# Коршенинников, Алексей Александрович
Алексей Александрович Коршенинников (род. 1958) — специалист в области экспериментальной и теоретической ядерной физики, член-корреспондент РАН (1997).

## Биография
Родился 20 сентября 1958 года в Москве.
В 1981 году — окончил МИФИ.
После окончания ВУЗа поступил на работу в Институт Атомной Энергии имени И. В. Курчатова, где и работает до сих пор.
В 1996 году — защитил докторскую диссертацию на тему: «Ядерная экзотика вблизи и за границей стабильности».
В 1997 году — избран членом-корреспондентом РАН.
С 2007 года — занимает должность заместителя директора НИЦ «Курчатовский институт» по фундаментальным исследованиям.

## Научная деятельность
Занимается фундаментальными исследованиями в области физики атомного ядра, ядерных систем с большим избытком нейтронов или протонов вблизи и за границей стабильности.